# تشو سون تي في
تشو سون تي في (بالكورية: TV조선; هانجا: 株式會社朝鮮放送)؛ هي قناة تلفزيونية مدفوعة كورية جنوبية، مملوكة من قبل مجموعة ذا تشوسون إلبو. بدأت البث في 1 ديسمبر 2011.
تُعد قناة تشوسون واحدة من أربع شبكات تلفزيونية مدفوعة وهي قناة كابلية عامة جديدة على مستوى البلاد في كوريا الجنوبية إلى جانب قناة جاي تي بي سي التابعة لمجموعة جونج آنج إلبو، وقناة شانل A التابعة لدونج آه إلبو، وقناة إم بي إن التابعة لمايل كيونج-جي، تم تأسيسها عام 2011. تكمل الشبكات الأربع الجديدة شبكات التلفزيون المجانية التقليدية الموجودة مثل KBS وMBC وSBS.

## تاريخ
- 22 يوليو 2009 - أقر تعديل قانون الإعلام الجمعية الوطنية الكورية الجنوبية لتحرير سوق الإعلام في كوريا الجنوبية.
- 1 ديسمبر 2011 - بدأ تلفزيون تشوسون البث.

## برامج
تبث تشو-سون مختلف على الاعمال الفنية منها برامج حياتيه وموسيقية ومسلسلات والاخبار اليومية.

### الدراما
- تخطيط : جيونغ هوي سيوك
- المنتج التنفيذي : جيونغ هيونغ سيو

| رقم | عام     | عنوان            | التقييم | المراجع           |
| --- | ------- | ---------------- | ------- | ----------------- |
| 1   | 2021    | حب وزواج وطلاق 2 | 16.582% | وفقاً لنيلسن كوريا |
| 2   | 2022    | حب وزواج وطلاق 3 | 10.395% | وفقاً لنيلسن كوريا |
| 3   | 2021    | حب وزواج وطلاق 1 | 9.656%  | وفقاً لنيلسن كوريا |
| 4   | 2022-23 | بالون أحمر       | 11.566% | وفقاً لنيلسن كوريا |
| 5   | 2021    | العم             | 9.329%  | وفقاً لنيلسن كوريا |
| 6   | 2023    | السيدة دوريان    | 8.103%  | وفقاً لنيلسن كوريا |

## جهات شريكة
- مجموعة تي إم إي (سابقا، سي ستوري وهايجراوند)، وهي شركة انتاج دراما كورية) - شركة شريكة أسسها بانغ جيونغ-اه الرئيس التنفيذي السابق لقناة تشوسون وهو الابن الثاني لشركة الام لقناة تشوسون.[7] في 10 يونيو 2025 اندمجت مع تشو سون اي أند إم وتم تغيير اسم الشركة الى "مجموعة تي إم إي".[8]

## روابط خارجية
الموقع الرسمي